# Cracovia-Stadion
Das Józef-Piłsudski-Cracovia-Stadion (polnisch Stadion Cracovii im. Józefa Piłsudskiego) ist ein Fußballstadion im Stadtteil Zwierzyniec der polnischen Stadt Krakau, Woiwodschaft Kleinpolen, im Süden des Landes. Es bietet Platz für 15.114 Zuschauer und dient dem Fußballverein KS Cracovia als Heimstätte. Die Anlage ist auch als Stadion Cracovii bekannt und trägt die Spitznamen Ziemia Święta (deutsch Heiliges Land) und El Passo.

## Geschichte

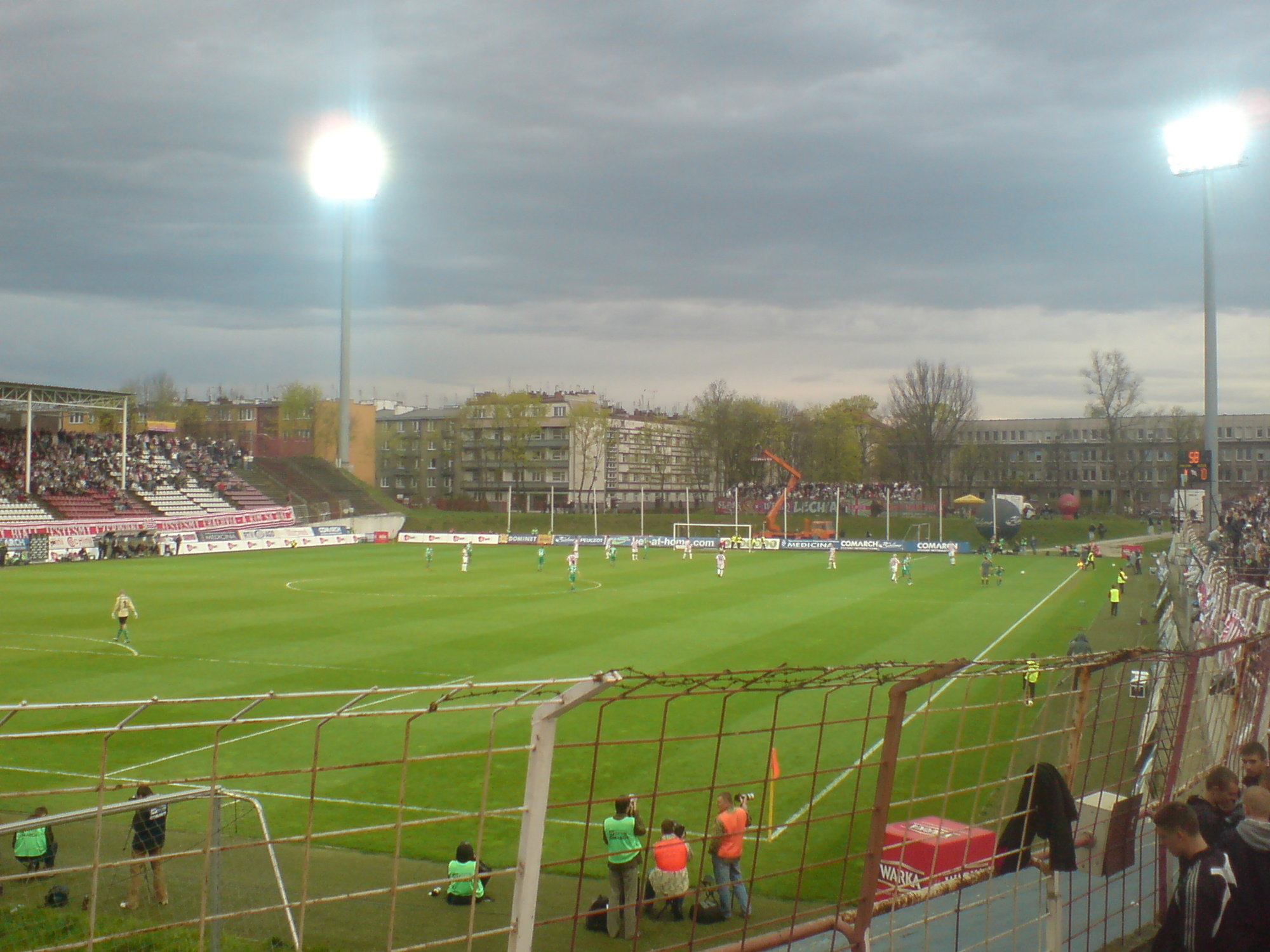
Blick ins Stadion vor der Renovierung 2009

Das Józef-Piłsudski-Stadion in Krakau, mit circa 750.000 Einwohnern die zweitgrößte Stadt Polens, wurde auf dem ein Jahr zuvor eingemeindeten Grund im von 1911 bis 1912 erbaut und am 31. März des gleichen Jahres eröffnet. Zum ersten Spiel im neuen Stadion trafen sich der zukünftige Nutzer, Cracovia und Pogoń Lwów aus der heutzutage ukrainischen Stadt Lemberg. Seit diesem Tag wird das Stadion vom Verein KS Cracovia als Austragungsort für Heimspiele genutzt. Der Verein wurde in seiner Geschichte bis heute fünfmal polnischer Fußballmeister. All diese Triumphe liegen jedoch schon sehr lange zurück, der letzte Meistertitel gelang im Jahre 1948. Aktuell spielt der Verein, der mittlerweile in KS Cracovia umbenannt wurde, in der Ekstraklasa, der höchsten polnischen Liga.
Die Kapazität des Józef-Piłsudski-Stadions, das benannt nach Józef Piłsudski (1867–1935) ist, einem polnischen Militär und Politiker, der in Krakau wohnte, beträgt heute 15.114 Zuschauer. Der Zuschauerrekord im alten Stadion stammt aus dem Jahr 1961, als zu einem Spiel 35.000 Menschen ins Stadion strömten. Im Jahr 2009 begannen umfangreiche Umbauarbeiten statt, bei denen das Józef-Piłsudski-Stadion nach den Entwürfen des Estudio Lamela neu gebaut wurde. Im September 2010 wurde das Stadion mit dem Fußballspiel KS Cracovia gegen Arka Gdynia wiedereröffnet. An der Südostecke der Fußballarena wurde eine Sporthalle mit 2300 Plätzen gebaut und die Westtribüne lässt sich mit einem Umbau in eine Konzertbühne verwandeln. Das Flutlicht leistet 3000 Lux Beleuchtungsstärke. Seit den Umbauten sind die Ränge komplett überdacht. Das Stadion wurde von der UEFA in die Stadionkategorie 3 eingestuft, sodass es berechtigt wäre, Länderspiele und andere bedeutende Spiele, unter anderem Europapokalbegegnungen, auszurichten. Am 6. November 2011 versammelten sich 14.000 Fans zum Derby KS Cracovia gegen Wisła Krakau im Stadion und stellten einen neuen Besucherrekord auf.
Im Juni 2017 war die Fußballarena einer der Austragungsorte der U-21-Fußball-Europameisterschaft. Es fanden drei Gruppenspiele, ein Halbfinale und das Endspiel statt.
In der Saison 2023/24 wird der Aufsteiger Puszcza Niepołomice seine Heimspiele im Stadion Cracovii austragen.